# سن جورجو سو لنیانو
سن جورجو سو لنیانو (به ایتالیایی: San Giorgio su Legnano) یک کومونه در ایتالیا است که در استان میلان واقع شده‌است. سن جورجو سو لنیانو ۲٫۳ کیلومتر مربع مساحت و ۶٬۶۶۱ نفر جمعیت دارد و ۱۹۸ متر بالاتر از سطح دریا واقع شده‌است.